# Joseph Benson Foraker
Joseph Benson Foraker (Rainsboro, 5 luglio 1846 – Cincinnati, 10 maggio 1917) è stato un politico statunitense.
Governatore dell'Ohio dal 1885 al 1890 e senatore per l'Ohio dal 1897 al 1909, è noto per il Foraker act (1900), che organizzò il governo di Porto Rico, definendolo territorio statunitense con senato nominato dal presidente degli USA e camera eletta a suffragio portoricano.
Nel 1917 il Foraker act venne rimpiazzato dal Jones act.